# صالون مطار

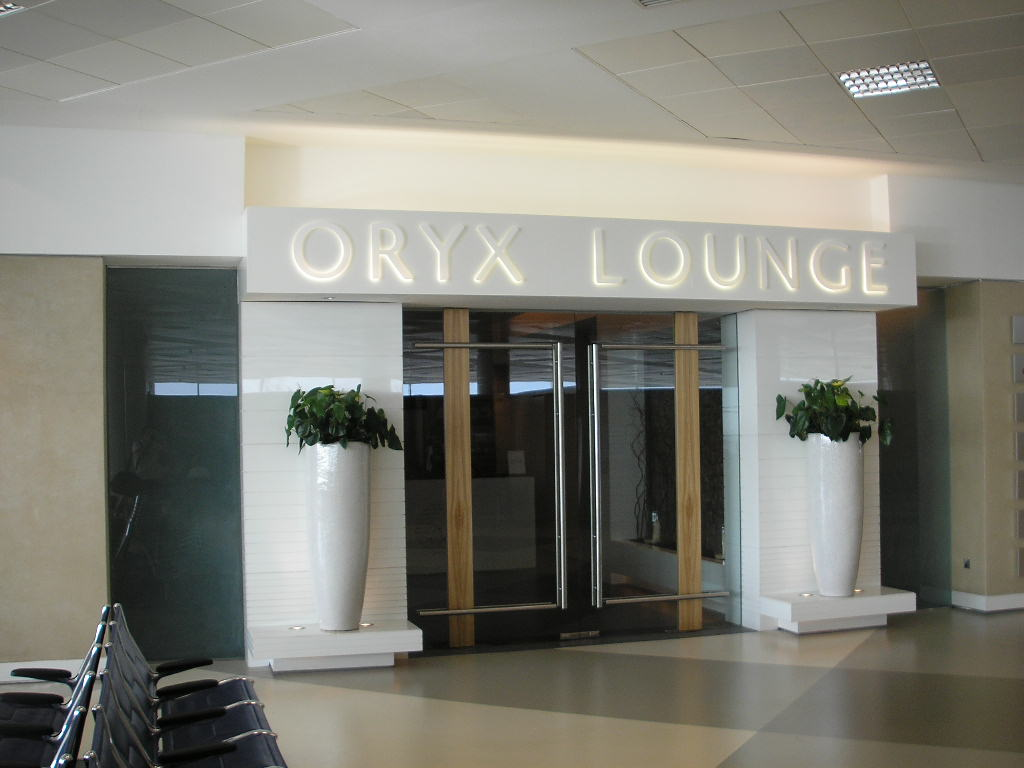
صالة أوريكس في مطار الدوحة الدولي

الصالون أو قاعة انتظار أو قاعة المطار هي منشأة في المطار تكون مملوكة من قبل شركة طيران معينة (أو بالإشترك في حالة تحالف شركات الطيران)، و تكون بها العديد من الخدمات كالهاتف والفاكس والإنترنت، و بعض الخدمات الخاصة، ولتوفير راحة أكثر فإنها تقوم بتقديم خدمات كالمشروبات المجانية والوجبات الخفيفة، ويجد المسافرون في قاعات الانتظار العديد من مقاعد الجلوس المريحة، وأماكن أكثر هدوءا.